# リン化物
リン化物（リンかぶつ、英: phosphide）は、リンがそれより陽性な原子または原子団と形成する化合物である。二元化合物は電気陰性度の小さな元素の大部分と形成するが、水銀、鉛、アンチモン、ビスマス、テルル、ポロニウムの例外がある。元素によって化学量論的な幅があり、たとえば、カリウムは10個 (K3P, K4P3, K5P4, KP, K4P6, K2P4, K3P7, K3P11, KP10.3, KP15)、ニッケルは8個 (Ni3P, Ni5P2, Ni12P5, NiP2, Ni5P4, NiP, NiP2, NiP3) のリン化物を持つ。

## 分類
リン化物の分類は難しいが、構造と反応性で大雑把に分けることができる。
- 主に P3- イオンを持つもの。第1族元素（e.g. リン化ナトリウム）と第2族元素（e.g. リン化カルシウム）のリン化物。
- P24- や P113−、鎖状に重合したアニオン、または平面・立体構造をもつ複雑なアニオンを持つもの。
- 金属格子中にリン原子が配置した化合物。この化合物は半導体（e.g. リン化ガリウム）や伝導体（e.g. リン化タンタル）となる[4]。

K4P3 で見られる P34− と、K5P4 で見られる P45− の2種のポリリン化物イオンは両方とも価電子が奇数個で、常磁性のラジカルアニオンである。

## リン化物の例
- リン化アルミニウム、AlP
- リン化インジウム、InP
- リン化カルシウム、Ca3P2
- リン化銅、Cu3P
- リン化マグネシウム、Mg3P2